# PFDN1
La subunidad 1 de prefoldina es una proteína que en los humanos está codificada por el gen PFDN1 .
Este gen codifica un miembro de la familia de subunidades beta de prefoldina. La proteína codificada es una de las seis subunidades de prefoldina, un complejo de chaperona molecular que se une y estabiliza los polipéptidos recién sintetizados, lo que les permite plegarse correctamente. El complejo, que consta de dos subunidades alfa y cuatro beta, forma un conjunto de doble barril beta con seis bobinas en espiral que sobresalen.